# Сомов, Валерий Николаевич
Валерий Николаевич Сомов (9 марта 1939, Воронеж — 27 марта 1987, Москва) — советский актёр театра и кино. 

## Биография
Родился 9 марта 1939 года в Воронеже в семье отца Николая Ивановича Сомова, который являлся полковником КГБ и служил в отделе связи, а также прошёл всю Великую Отечественную войну и матери Валентины Львовны Сомовой, которая являлась музыкальным человеком, но выбрала путь домашней хозяйки, воспитывая детей. 
С детства рос творчески разносторонним человеком, ходил на занятия самодеятельности. Позже связал жизнь с актёрской деятельностью, хоть и родители настаивали обучаться во Львовском политехническом институте. Начинал с местных театров, затем сумел поступить в актёрскую школу при Киевской киностудии имени. А. П. Довженко, а после того, как она была закрыта, Сомов стал студентом Школы-студии МХАТ в Москве. После того, как на Сомова начал влиять соблазн столицы, у него стали хромать успеваемость и дисциплина, после чего в учёбу вмешалась его мать и Сомов был переведён в Высшее Театральное училище имени М. С. Щепкина на курс В. А. Сперантовой. В 1962 году получил диплом профессионального артиста, после чего был принял в группу Театра имени Н. В. Гоголя. Также играл в Первом московском областном театре. 
Начал сниматься в кино с начала 1960-х годов. Первой работой в 1961 году в фильме «Самые первые» стала роль лаборанта, затем в следующем 1962 году снялся в роли Виктора в фильме «Лестница», в 1963 году сыграл эпизодическую роль в фильме «Крыса на подносе» и в этом же году попал в фильм «Первый троллейбус», где сыграл роль ухажёра. В 1964 году сразу снялся в двух фильмах «Они шли на Восток», сыграв роль Марчелло Джулиани и «Цари», сыграв роль Ивана. В 1965 году отыграл также две роли, роль офицера в фильме «Двадцать лет спустя» и роль поручика Долгорукого в фильме «Мы, русский народ».  
Снимаясь несколько дублей подряд, с ним произошла трагедия, Сомова  при ярком свете софитов ослепило. После долгой реабилитации и помощи родственников, врачи смогли восстановить лишь один глаз, но всё равно данная ситуация сильно подкосила молодого человека. Он начал часто употреблять алкоголь, а в марте 1972 года на Мосфильме актёра и вовсе сняли с учёта за появление на съёмочной площадке в нетрезвом виде. В последние годы Сомов не работал, перебиваясь лишь случайными заработками.  
27 марта 1987 года его тело было найдено мёртвым в собственном подъезде с переломленным черепом, ему было 48 лет. По одной из предполагаемых версий, его могли убить за редкие виниловые пластинки, продажей которых Сомов занимался в последний период своей жизни. Его тело было кремировано, а урна с прахом была захоронена в могиле своих родителей на одном из воронежских кладбищ.  

## Личная жизнь
- В конце 1970-х годов Сомов познакомился с девушкой,  которую в дальнейшем перевёз в Москву. В 1980-м году у пары родилась дочь Ольга, а позже они расстались[1].

## Фильмография
- 1961 — Самые первые — лаборант
- 1962 — Лестница — Виктор
- 1963 — Крыса на подносе — участие
- 1963 — Первый троллейбус — ухажёр
- 1964 — Они шли на Восток — Марчелло Джулиани
- 1964 — Цари — Иван
- 1965 — Двадцать лет спустя — офицер
- 1965 — Мы, русский народ — поручик Долгорукий

## Оценочные мнения
- Со слов киноведа Алексея Тремасова, Сомов рос творчески разносторонним ребёнком, который писал стихи, участвовал в самодеятельности и занимался спортом, а также был добрым и общительным человеком, у которого было много друзей[1].